# Giuseppe Spina
Giuseppe Maria kardinal Spina, italijanski rimskokatoliški duhovnik, škof in kardinal, * 11. marec 1756, Sarzana, † 13. november 1828.

## Življenjepis
13. novembra 1796 je prejel duhovniško posvečenje.
10. junija 1798 je bil imenovan za naslovnega nadškofa Korinta in 30. septembra istega leta je prejel škofovsko posvečenje.
23. februarja 1801 je bil povzdignjen v kardinala in pectore.
29. marca 1802 je bil ponovno povzdignjen v kardinala in imenovan za kardinal-duhovnika S. Agnese fuori le mura.
Med 24. majem 1802 in 13. decembra 1816 je bil nadškofa Genove.
21. februarja 1820 je bil imenovan za kardinal-škofa Palestrine.